# Tidlige trin
|  | Denne artikel er oprettet af botten PalnaBot ud fra en ekstern database. Den kan derfor have sproglige fejl eller mangler. Denne skabelon kan fjernes efter kontrol af indholdet. |

Tidlige trin er en film instrueret af Anja Dalhoff efter manuskript af Anja Dalhoff.

## Handling
Filmen fortæller om barnets bevægelsesudvikling i det første leveår. Den skildrer de tidlige trin af barnets udvikling, som består af et sammenspil af mange forskellige faktorer. Filmen henvender sig til småbørnsforældre, fagfolk og studerende på spædbarnsområdet.